# Кольте, Гийом
Гийом Кольте (фр. Guillaume Colletet; 12 марта 1598, Париж — 11 февраля 1659, Париж) — французский поэт, драматург, писатель
 и переводчик. Один из основателей и первых членов Французской академии (с 1634, кресло № 23).

## Биография
В молодости служил в суде. Пользовался хорошей репутацией среди своих современников и покровительством нескольких важных персон, включая кардинала Ришельё. Последний включил Кольте в «пятёрку авторов», сочинявших стихи для драматургических набросков кардинала, и однажды вручил поэту 600 ливров за шесть его стихов.
В 1634 году Кольте стал членом Французской академии. Он много писал по истории французской поэзии (его «Жизнь французских поэтов» содержит большой биографический материал о поэтах Плеяды) и по теории стихотворных жанров («Трактат о сонете» и другие исследования этого рода вошли в изданную в 1658 году книгу Кольте «Поэтическое искусство»).
Был членом литературной группы «Illustres Bergers», исповедующих пасторальную поэзию.
Автор стихов, пасторалей, трагедий. Как поэт Г. Кольте прославился своими сонетами и эпиграммами (сборник «Эпиграммы», 1653; «Различные стихи», 1656).
Занимался переводами, в частности произведений Якопо Саннадзаро.